# 가나의 역사
가나의 이름은 중세 서아프리카 가나 제국의 이름을 따서 지어졌다. 이 제국은 유럽과 아라비아에서 가나의 황제 칭호를 따서 가나 제국으로 알려지게 되었다. 1076년 무라비트 술탄국 장군 아부 바크르 이븐 우마르가 정복한 이후 제국은 분열된 것으로 보인다. 무라비트 술탄국 통치가 끝난 후에도 축소된 왕국은 계속 존재했고, 이후 몇 세기 후 말리 제국과 같은 사헬리아 왕국으로 통합되었다. 지리적으로 고대 가나 제국은 현대 가나에서 북쪽으로 800km 정도 떨어진 곳에 위치했으며, 세네갈강과 나이저강 동쪽, 현대 세네갈, 모리타니, 말리의 영토를 통제했다.
중앙 사하라 이남 아프리카에서는 농업의 확장이 서기 500년 이전으로 기록되었다. 농업은 사하라의 남쪽 끝에서 가장 일찍 시작되었고, 결국 마을 정착지를 만들었다. 고전 시대 말기에, 더 큰 지역 왕국들이 서아프리카에 형성되었다. 그 중 하나는 오늘날의 가나 국가 북쪽에 있는 가나 제국이다. 10세기 초에 몰락하기 전에, 아칸족은 남쪽으로 이주했고 11세기에 세워진 보노만의 첫 제국과 브롱아하포주의 이름을 딴 보노만을 포함하여 그들의 모계 국가를 중심으로 여러 민족 국가를 세웠다. 최초의 중앙집권적 정치 왕국을 세운 몰다그본족은 차드호에서 오늘날의 가나로 이주했다. 나중에, 아샨티인, 아크와무인, 아크얌인, 판테인과 같은 아칸족 부족들은 보노 만소의 원래 보노만 정착지에 뿌리를 둔 것으로 생각된다. 아샨티 왕국의 정부는 처음에는 느슨한 네트워크로 운영되었고, 결국 수도 쿠마시를 중심으로 한 고도의 전문화된 관료 기구를 가진 중앙집권화된 제국 왕국으로 운영되었다.

## 초기 역사

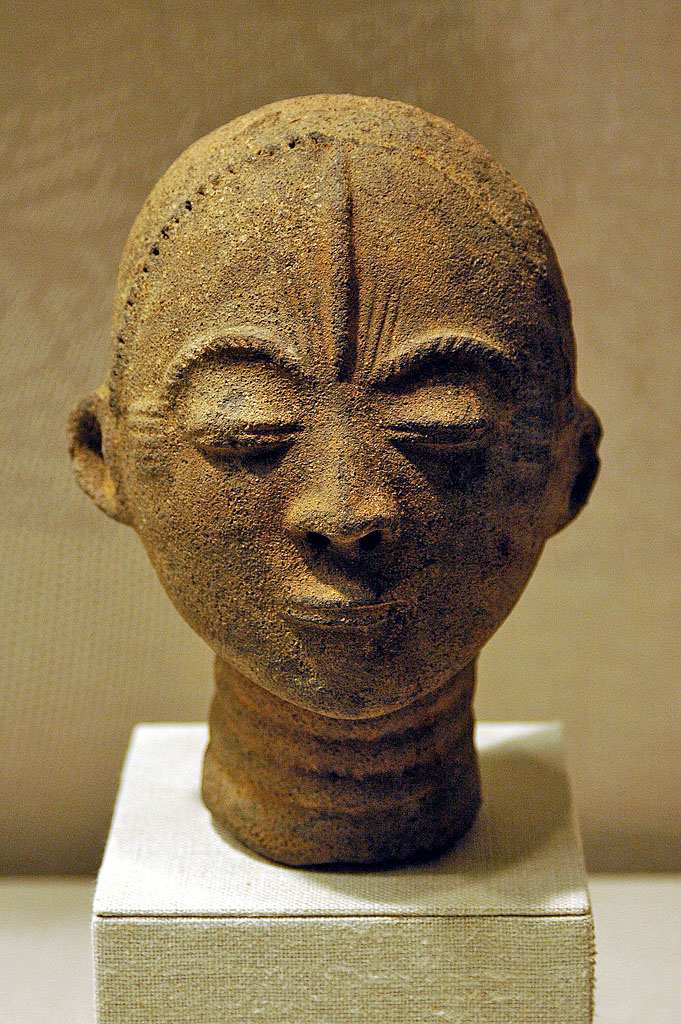
뉴욕 메트로폴리탄 미술관, 16~17세기 아칸 테라코타

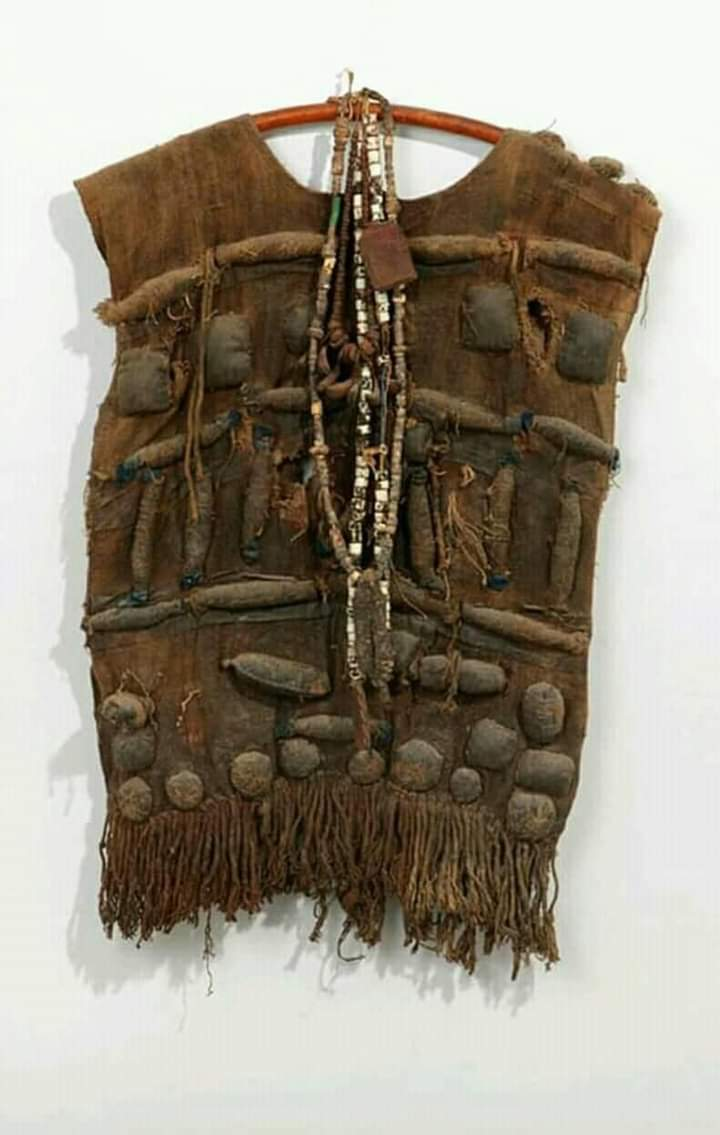
다그본 왕국의 군벌로, 현지에서는 그바그노로 알려져 있다.

16세기 말, 오늘날 가나 인구를 구성하는 대부분의 민족들이 현재의 위치에 정착했다. 해안 지역에서 발견된 고고학적 유적은 이 지역에 청동기 시대(기원전 2000년경)부터 사람이 살았음을 나타내지만, 광활한 석호와 강에서 어업을 기반으로 한 이들 사회는 거의 흔적을 남기지 않았다. 고고학적 연구는 또한 숲의 북쪽의 가나 중부에서 3,000년에서 4,000년 전에 사람이 살았음을 시사한다.
이러한 이동은 서부 수단(나이저강에 의해 배수된 현대 가나 북쪽 지역)에 일련의 큰 국가들이 형성되고 해체된 결과였다. 엄밀히 말하면, 가나는 왕의 칭호였지만, 그 왕국에 대한 기록을 남긴 아랍인들은 그 용어를 왕과 수도, 그리고 국가에 적용했다. 9세기의 베르베르 역사학자이자 지리학자 알 야퀴비는 고대 가나를 이 지역에서 가장 조직화된 3개의 국가 중 하나로 묘사했다.
그곳의 통치자들은 금의 부, 궁정의 풍요, 그리고 그들의 전사/사냥 기술로 유명했다. 그들은 또한 서부 수단에 북아프리카 상인들을 끌어들인 금 무역의 대가였다. 이후 서부 수단 통치자들의 군사적 업적과 금광에 대한 그들의 통제력은 북아프리카와 지중해의 상인 및 통치자들과의 역사적 관계의 연결고리를 이루었다.

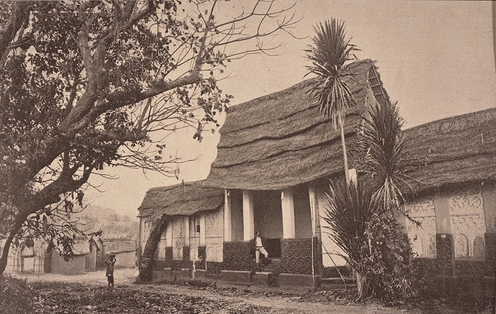
18세기 아샨티인 주택의 사진

가나는 11세기에 이웃 나라들의 공격에 굴복했지만, 그 명성과 명성은 지속되었다. 1957년 영국의 식민지였던 골드코스트의 지도자들이 식민통치로부터 독립을 얻은 최초의 흑인 국가인 그들의 새로운 독립 국가의 적절한 이름을 찾았을 때, 그들은 그들의 새로운 나라를 고대 가나에서 따왔다. 그 선택은 단지 상징적인 것 이상이었는데, 왜냐하면 현대의 가나는 그것의 이름처럼, 그것의 부와 금 무역으로 똑같이 유명했기 때문이다.
비록 서부 수단의 어떤 주들도 현대 가나 지역의 영토를 통제하지 않았지만, 보노만과 같이 나중에 발전한 몇몇 왕국들은 그 지역에서 이주한 것으로 믿어지는 귀족들에 의해 통치되었다. 서부 수단 왕국의 확장에 기여했던 사하라 종단 무역은 또한 오늘날의 가나 북부 지역과 남쪽의 숲과의 접촉을 발전시켰다.
무역의 성장은 남쪽의 삼림 지대에 있는 금광으로 가는 교역로에 위치한 초기 아칸 국가들의 발전을 자극했다. 숲 자체는 인구가 적었지만, 동남아시아와 신세계로부터 숲 조건에 적응할 수 있는 농작물이 도착하면서 15세기 말에 아칸어를 사용하는 사람들이 숲으로 이주하기 시작했다. 이 새로운 작물들은 수수, 바나나, 그리고 카사바를 포함했다. 16세기 초까지 유럽의 사료들은 오핀강 계곡에 있는 아칸과 트위푸의 황금이 풍부한 국가의 존재를 주목했다.
몰다그본 왕국은 현대 가나의 초기 정치 왕국이다. 나그베와가 세운 다그본 왕국, 그람프루구 왕국, 나농 왕국 등 수많은 왕국이 생겨났다. 이 왕국들은 가나의 어퍼이스트주, 어퍼웨스트주, 노스이스트주 그리고 북부주에 걸쳐 퍼져있다. 다그본 왕국은 노예제와 식민지화에 격렬하게 저항했고, 인간보다 상품 무역을 선호했다. 그 결과, 왕국은 이웃 왕국들과의 무역으로 인해 이슬람교의 영향을 많이 받았다. 유럽과 식민지의 영향력은 남부와 중앙 가나에서 더 컸다.

## 다그본 왕국
구전 전통과 고고학적 증거에 따르면, 다곰바 왕국은 16세기 말에 잘 확립된, 11세기 초에 오늘날의 가나에 출현한 최초의 왕국이었다. 다곰바족의 통치자들은 보통 무슬림은 아니었지만, 그들은 무슬림들을 문필가나 약사로서 환영했다. 이들의 존재로 인해 이슬람은 북부에 영향을 미쳤고 상인과 성직자들의 활동으로 무슬림의 영향력이 확산되었다.
무슬림의 영향을 받은 다곰바주의 북쪽 경계와 모시 왕국의 최남단 전초지(현재의 가나 북부 및 부르키나파소 남부) 사이에 있는 험준한 국토의 넓은 지대에는 다곰바 실체에 통합되지 않은 민족들이 있었다. 이 민족들 중에는 카세나 농경주의자들이 있었다. 그들은 친족 관계에 의해 함께 묶여 있고, 그들의 씨족의 우두머리에 의해 통치되는 소위 분열된 사회에서 살았다. 아칸 왕국과 북쪽의 모시 왕국 사이의 무역은 그들의 조국을 통해 흘러갔고, 이슬람의 영향과 이러한 더 강력한 지배의 약탈에 종속되었다.

## 보노만
보노만은 현재의 가나 남부에 위치한 보노족에 의해 만들어진 무역 국가이다. 보노만 왕국은 11세기경 현재의 보노, 동보노, 아하포 지역에 세워진 중세 아칸 왕국이다.이것은 일반적으로 금을 찾아 새로운 아칸 국가를 건설하기 위해 여러 시기에 주 밖으로 이주한 아칸족의 하위 집단들의 기원으로 받아들여진다. 12세기 초 보노만에서 금 무역이 붐을 일으키기 시작한 것은 중세부터 시작된 이 지역의 아칸 권력과 부의 기원이었다. 아칸 문화의 다양한 측면은 보노 국가로부터 비롯되었는데, 왕들을 위해 사용된 우산, 국가의 칼, 걸상, 금세공, 대장간, 켄트 천 짜기, 금세공 등이 그것이다.

## 아샨티 왕국

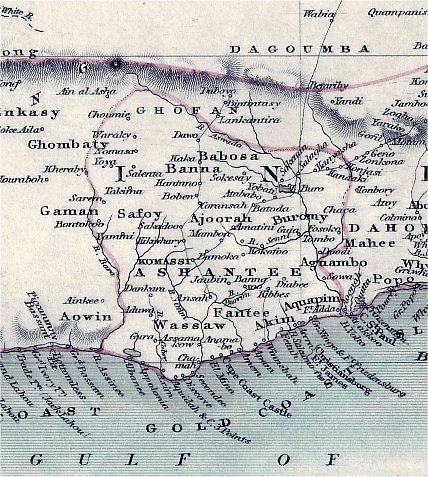
아샨티 왕국의 지도

추장 오티 아켄텐 (재위: 1630년~1660년) 치하에서, 이웃 아칸 국가들에 대한 일련의 성공적인 군사 작전은 아샨티와 더 큰 주변 영토를 동맹으로 만들었다. 17세기 말, 오세이 투투 (1712년 또는 1717년 사망)는 아샨티 왕국의 왕이 되었다. 오세이 투투의 통치하에 아샨티 왕국의 연합은 수도를 쿠마시에 둔 제국으로 변모했다. 정치적, 군사적 통합이 뒤따랐고, 그 결과 확고하게 중앙집권적 권위가 확립되었다.
오세이 투투는 아샨티 왕국의 연합을 봉인하기 위해 하늘에서 금으로 된 걸상을 내려오게 한 대제사장 오콤포 아노케이의 강한 영향을 받았다고 한다. 의자는 이미 전통적인 우두머리 지위의 상징으로 기능했지만, 황금 의자는 모든 동맹국의 단합된 정신을 대표했고 개별 국가들에 연방을 중첩하는 이중적 충성을 확립했다. 황금 의자는 아샨티 의식에서 전통적인 과거의 국가 상징으로 남아 있다.
오세이 투투는 새로 정복된 영토들이 연방에 가입하여 아샨티 주의회의 의석을 얻은 자신들의 관습과 추장들을 유지하는 것을 허용했다. 투투의 몸짓은 이전의 대부분의 정복이 다른 아칸족들을 복속시켰기 때문에 이 과정을 비교적 쉽고 중단 없이 만들었다. 연방의 아샨티 지역 내에서, 각 소국들은 계속해서 내부적인 자치를 행사했고, 그 국가의 수장은 중앙 당국의 침해를 막기 위해 주의 특권을 지켜냈다. 그러나, 다양한 공동체들이 국가적인 문제에 있어서 그들의 개인의 이익을 중앙 권위에 종속시키면서 강한 단결이 발전했다.
18세기 중반까지 아샨티는 고도로 조직화된 국가였다. 다곰바, 맘프루시, 곤자의 북부 지역을 아샨티의 영향권 하에 두었던 확장 전쟁은 오세이 코피 투투 1세의 후계자인 오포쿠 와레 1세 (1750년 사망) 치세 동안 승리하였다. 1820년대까지 아샨티의 통치자들은 남쪽으로 아샨티 국경을 확장했다. 북쪽의 확장이 아샨티를 사막을 가로질러 동쪽의 하우살란드로 무역 네트워크와 연결시켰지만, 남쪽으로의 이동은 아샨티를 해안 판테, 그리고 골드코스트에 요새를 점재한 다양한 유럽 상인들과 접촉하게 했다.

## 종교사
15세기에 포르투갈의 가톨릭 선교사들이 해안에 도착했다. 그러나 19세기에 가나의 기독교 교회의 기초를 닦은 사람은 바젤/신학교 선교사와 웨슬리교/감리교 선교사였다. 해안 지역과 도구들 사이에서 교육을 받은 아프리카 계층이 훈련되는 "교회의 보육원"으로 개종하기 시작했다. 오늘날에는 선교나 교회와 관련된 학교인 중등학교, 특히 남학생과 여학생만을 위한 학교가 있다. 교회학교는 1960년 교육법에 따라 국가가 공식적인 교육에 대한 재정적 책임을 진 이후로 모든 사람들에게 개방되어 왔다.

## 같이 보기
- 가나의 대통령
- 가나의 정치